# Harald Hansen (futebolista)
Harald Hansen (Copenhague, 14 de março de 1884 - 10 de abril de 1927) foi um futebolista dinamarquês, medalhista olímpico.
Harald Hansen competiu nos Jogos Olímpicos de Verão de 1908 em Londres. Ele ganhou a medalha de prata, e repetiu em Estocolmo 1912.